# Val d'Azun
Le val d'Azun est un des sept ensembles des Pyrénées françaises du Lavedan, situé dans le département des Hautes-Pyrénées, en région Occitanie. Autrefois, le val d'Azun faisait partie du Lavedan, pays du comté de Bigorre.
Le val d'Azun est constitué par trois vallées, dont le territoire est réparti entre dix communes. La principale est la vallée d'Arrens, arrosée par le gave d'Azun, affluent du gave de Pau (Arrens-Marsous, Aucun, Gaillagos, Arcizans-Dessus, Bun, Arras-en-Lavedan). Les deux autres sont la vallée d'Estaing (Sireix, Estaing) et la haute vallée de l'Ouzoum (Arbéost, Ferrières). 
Les habitants ont pour langue vernaculaire une variété dialectale du gascon.

## Toponymie

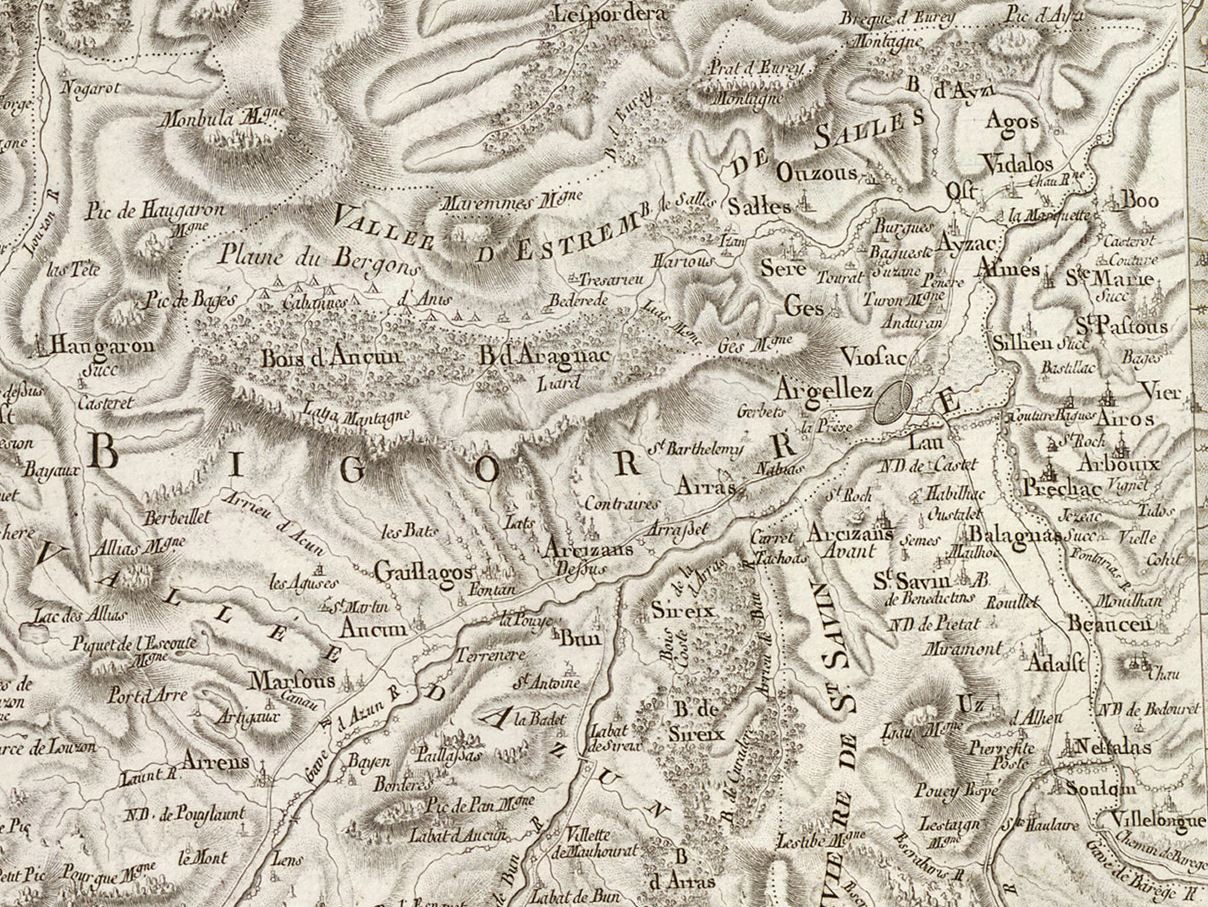
Extrait de la carte de Cassini (entre 1756 et 1789) situant la vallée d'Azun.

Le val d'Azun est nommé « vallée d'Azun » sur la carte de Cassini à la fin du XVIIIe siècle.

## Géographie

### Situation

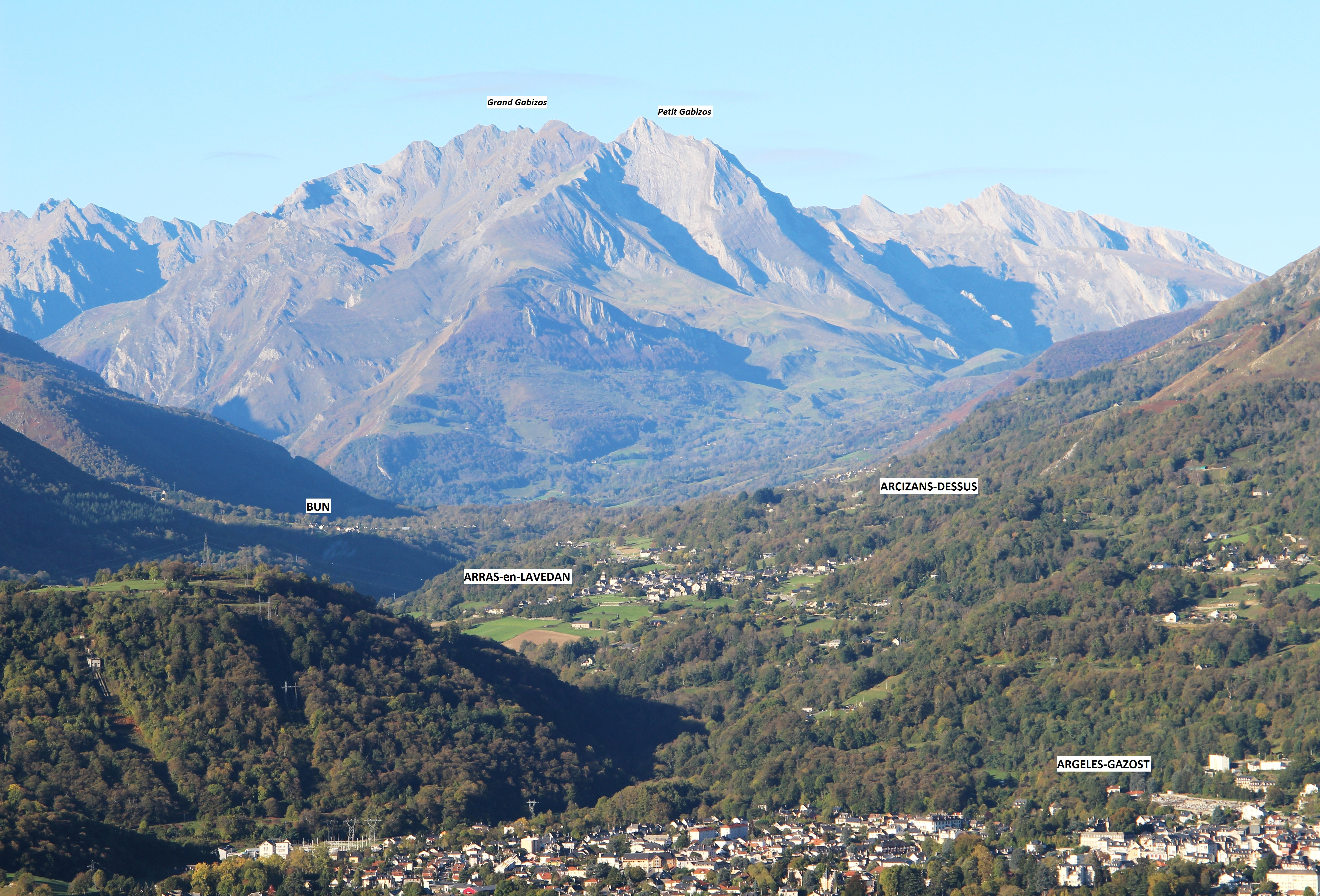
Vue de la vallée.

Le val d'Azun est situé au sud-ouest du département des Hautes-Pyrénées, à la limite des Pyrénées-Atlantiques à l'ouest et de l'Espagne (région d'Aragon) au sud, entre les vallées d'Estrèm de Salles (nord) et de la rivière de Saint-Savin (est).

### Hydrographie

#### Cours d'eau
Trois cours d'eau principaux arrosent le val d'Azun : 
- le gave d'Azun ou gave d'Arrens, affluent de rive gauche du gave de Pau à Argelès-Gazost, d'une longueur totale de 29,1 km, prend sa source dans la commune d'Arrens-Marsous et s'écoule du sud vers le nord. Il traverse la vallée et se jette dans le gave de Pau à Ayros-Arbouix, après avoir traversé 10 communes[2] ;
- le gave d'Estaing, affluent de rive droite du gave d'Azun à Bun ;
- l'Ouzoum, affluent de rive gauche du gave de Pau à Igon près de Nay.

Ils font donc partie du bassin du gave de Pau, partie du bassin de l'Adour.

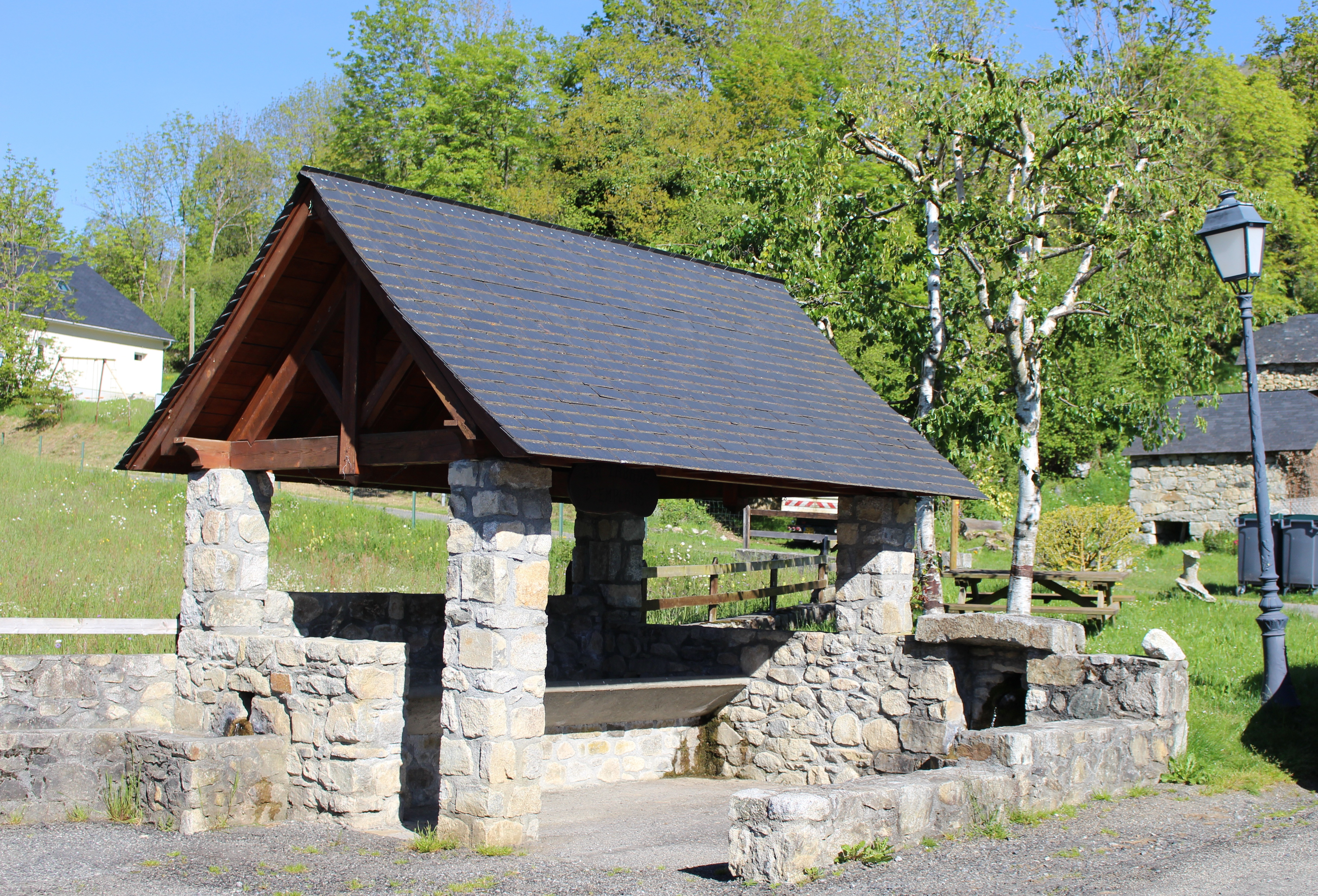
Lavoir d’Arcizans-Dessus.
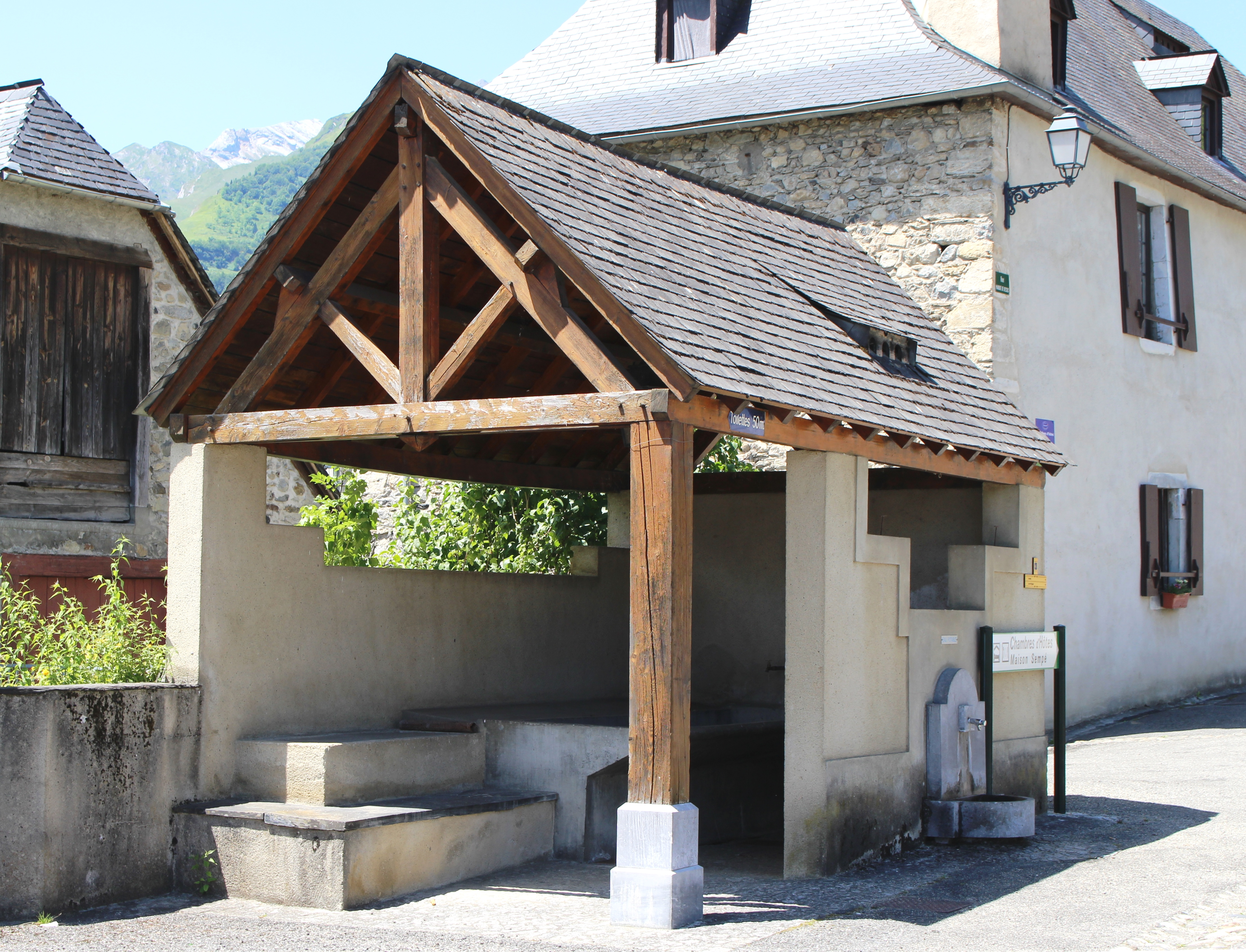
Lavoir d’Arrens-Marsous.
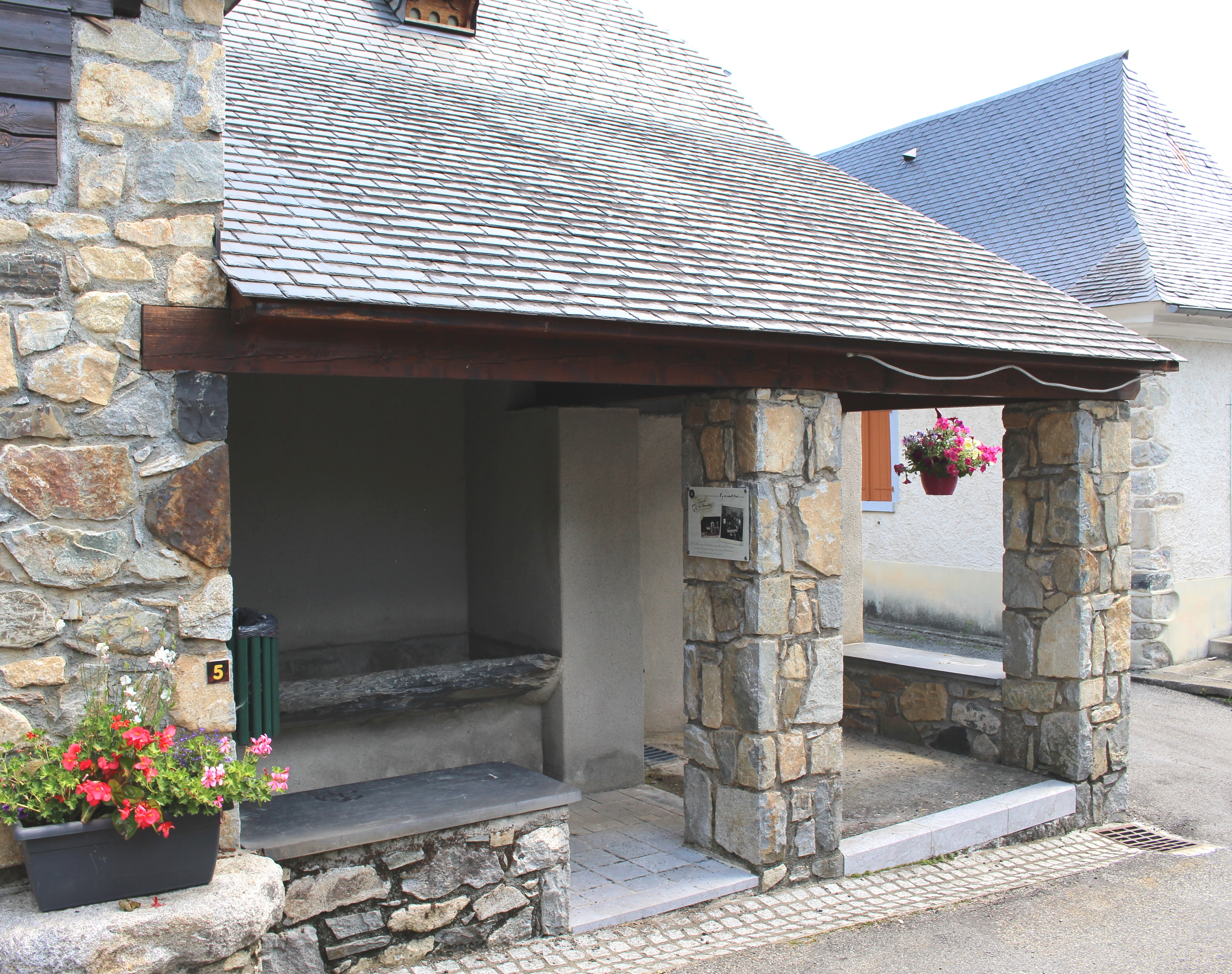
Lavoir d’Aucun.
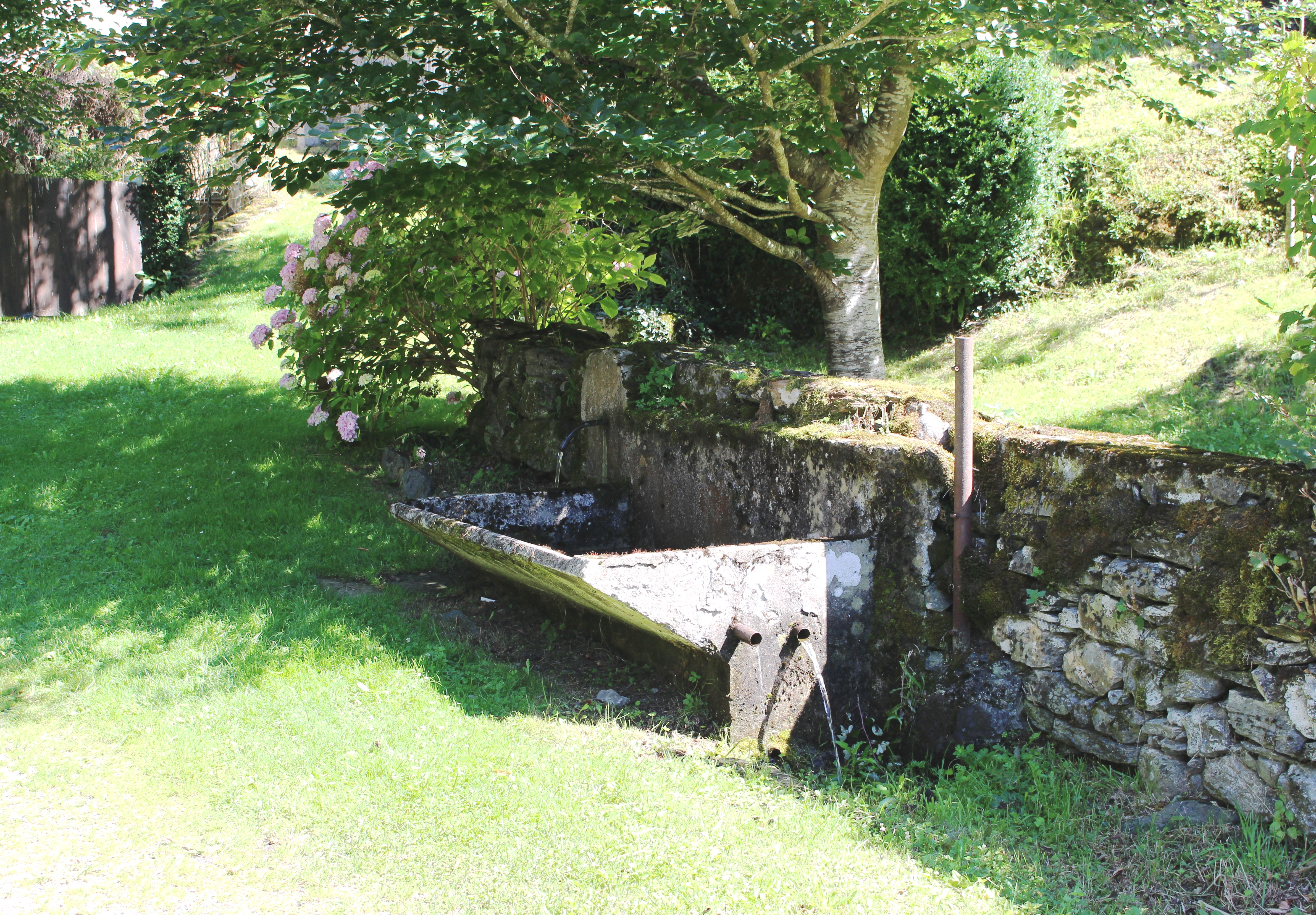
Lavoir de Ferrières.
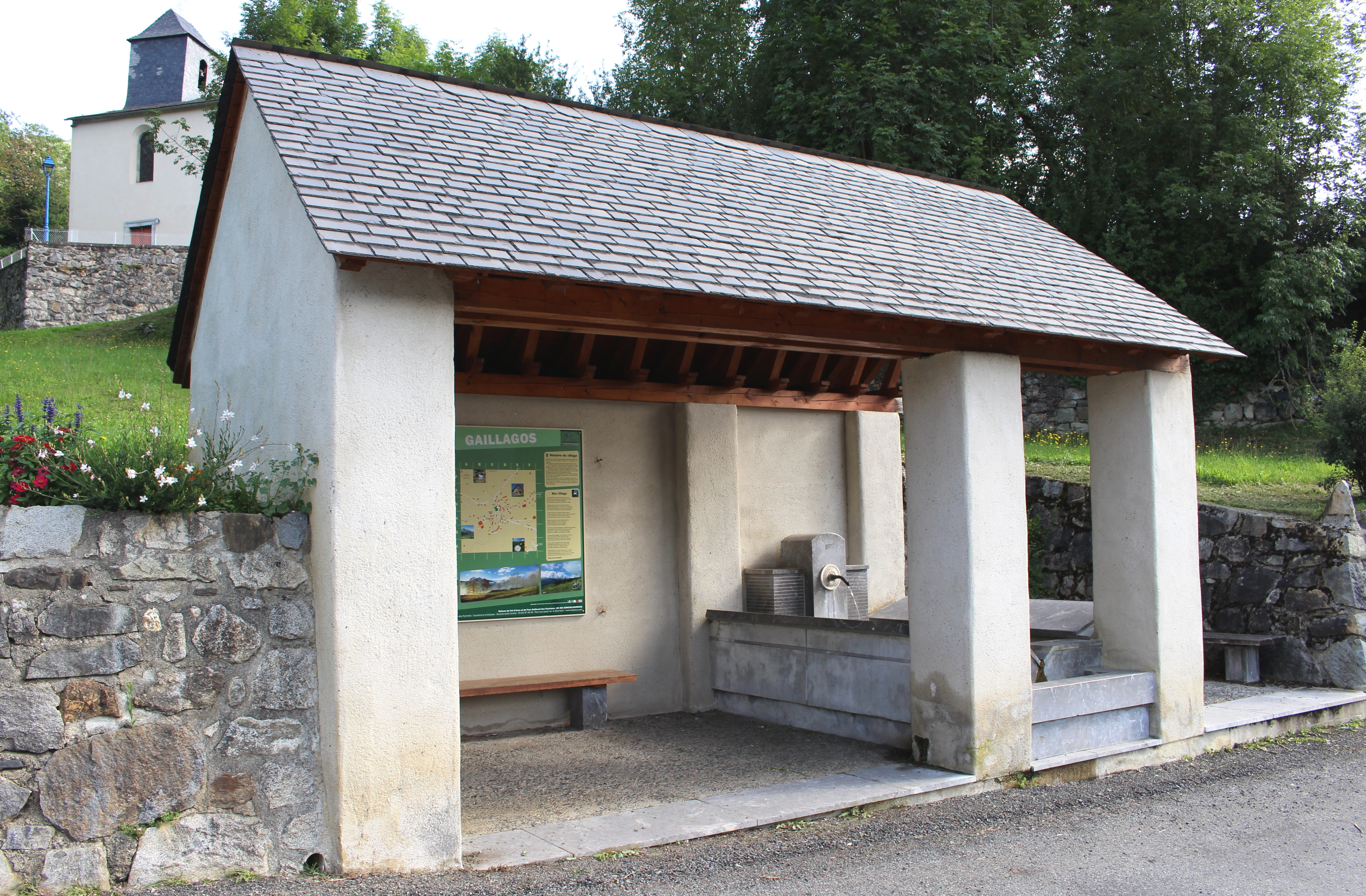
Lavoir de Gaillagos.

### Voies de communication et transports

#### La «route des cols» (ex-RN 618)
Les villages d'Arrens, de Marsous, d'Aucun, d'Arcizans-Dessus et d'Arras-en-Lavedan sont situés sur la « route des cols », l'ancienne route nationale 618 reliant Saint-Jean-de-Luz à Argelès-sur-Mer, aujourd'hui RD 918 de Saint-Jean-de-Luz à Arreau (Hautes-Pyrénées) et RD 618 d'Arreau à Argelès-sur-Mer. 
Cette route, appelée « route d'Azun » dans les villages, monte d'Argelès-Gazost au col du Soulor, puis se prolonge vers le col d'Aubisque (Pyrénées-Atlantiques). 
Du col du Soulor part un embranchement (D 126) vers la vallée de l'Ouzom (Arbéost et Ferrières), puis vers Nay.

#### Autres voies de communication
Il n'existe pas de liaison routière avec l'Espagne, mais un col piétonnier, le port de la Peyre Saint-Martin, en tête de la vallée du gave d'Azun. 
La vallée d'Estaing est desservie par la route D 103 à partir de Bun et par la route du col des Bordères reliant Arrens (Pouey Laün) et Estaing. 
D'Aucun part une route menant au col de Couraduque (station nordique).

## Histoire
Le val d'Azun était un des sept groupes de vallées qui formaient le pays du Lavedan, qui correspond géographiquement au bassin du gave de Pau en amont de Lourdes, partie du comté de Bigorre, lui-même situé sous l'Ancien Régime dans la province de Gascogne.
En 1130, un duel ordonné par Bernard d'Arzicac[réf. nécessaire] et Centulle II, comte de Bigorre, oppose l'abbé de l'abbaye[réf. nécessaire] aux habitants du val d'Azun au sujet d'une sépulture.

### Institutions consulaires du val d'Azun sous l'Ancien Régime
Comme les autres vallées du Lavedan, les habitants du val d'Azun avaient une large autonomie vis-à-vis de leur seigneur, le vicomte de Lavedan. 
La vie publique s'organisait autour de l'assemblée des chefs de famille qui désignait des « consuls ». La trace de cette institution est la présence dans l'église d'Arrens du « banc des consuls » (et banc dets cossous). 
Les chefs de famille étaient désignés selon le principe de la primogéniture : la propriété tout entière revenait au premier-né. Les cadets devaient « servir ou partir » (à l'origine, Arbéost a été un village de cadets de la paroisse d'Aucun).

### Évolution économique auxXIXeetXXesiècles
Les vallées ayant une vocation agro-pastorale, le paysage rural est marqué par les prés de fauche. 
Les vallées ont perdu beaucoup d'habitants du fait de l'exode rural (XIXe et XXe siècles), mais les maisons abandonnées y sont rares, la plupart ayant été reprises en résidences secondaires, aussi bien dans les villages qu'à l'extérieur (granges, etc.). 
Le tourisme d'hiver et d'été s'est développé dès le Second Empire avec le pyrénéisme et a été dynamisé après la Seconde Guerre mondiale par le développement des stations de sports d'hiver, le tourisme vert estival et le renouveau de la randonnée en montagne.

## Communes et instances intercommunales

### Les dix communes du val d'Azun

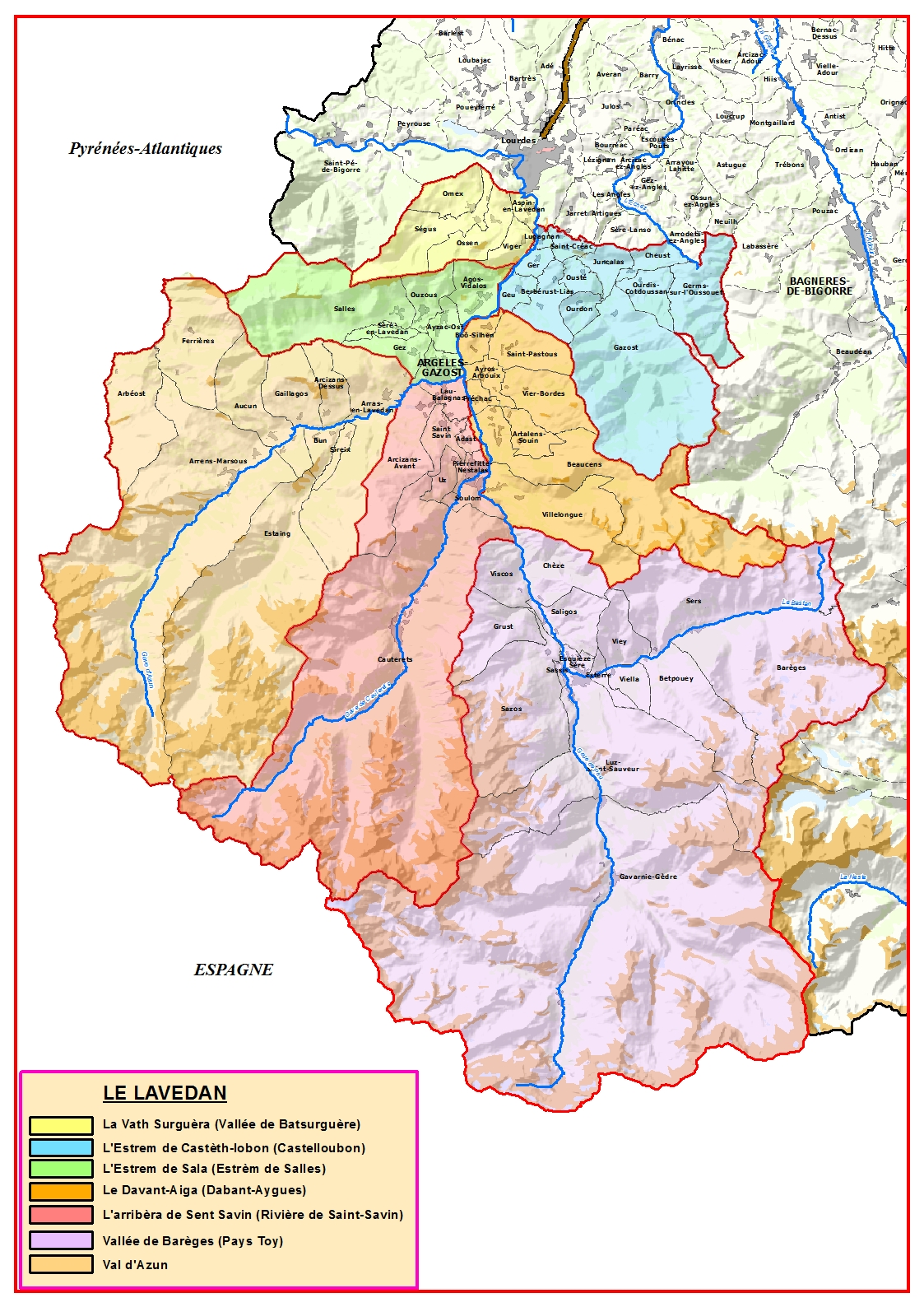
Le val d'Azun (en orange) dans le Lavedan.

Liste des 10 communes du val d'Azun. Arrens-Marsous en est la capitale.
| Commune          | Population (2022) | Superficie (km2) | Altitude min. | Altitude max. | Illustration |
| ---------------- | ----------------- | ---------------- | ------------- | ------------- | ------------ |
| Arbéost          | 78                | 14.9             | 555           | 2480          |              |
| Arcizans-Dessus  | 115               | 5.01             | 676           | 1562          |              |
| Arras-en-Lavedan | 494               | 24.66            | 509           | 2288          |              |
| Arrens-Marsous   | 696               | 100.55           | 720           | 3144          |              |
| Aucun            | 254               | 12.94            | 800           | 1804          |              |
| Bun              | 153               | 2.8              | 673           | 1345          |              |
| Estaing          | 94                | 71.53            | 906           | 2960          |              |
| Ferrières        | 87                | 16.97            | 453           | 1848          |              |
| Gaillagos        | 126               | 8.46             | 734           | 1617          |              |
| Sireix           | 61                | 1.73             | 668           | 1042          |              |

Les communes du val d'Azun font partie de l’aire urbaine d'Argelès-Gazost, sauf Arbéost, Ferrières et Estaing.

### Historique des communes
Arrens et Marsous ont longtemps été des paroisses, puis des communes séparées ; elles ont fusionné en 1972 pour former la commune d'Arrens-Marsous, dont la mairie se trouve dans le village d'Arrens.
Arbéost a été une section de la paroisse d'Arrens jusqu'en 1743 (les deux villages étaient reliés par le chemin du col du Soum) ; érigée en paroisse en 1743, elle est devenue une commune de plein droit lors de la création des communes (1789). 
Ferrières était une section de la paroisse, puis de la commune d'Aucun. Elle est devenue une commune séparée en 1801.
La haute vallée d'Estaing (en amont de Sireix) relevait des paroisses, puis des communes d'Aucun (La Bat d'Aucun) et de Bun (La Bat de Bun). La commune d'Estaing a été créée en 1836.

### Instances intercommunales
Les communes du val d'Azun font partie du canton de la Vallée des Gaves (chef-lieu : Argelès-Gazost), constitué de 48 communes des Hautes-Pyrénées (il résulte de la fusion des anciens cantons d'Argelès-Gazost, d'Aucun et de Luz-Saint-Sauveur). 
46 des communes du canton forment la communauté de communes Pyrénées Vallées des Gaves, qui résulte de la fusion en 2017 des quatre communautés de commune d'Argelès-Gazost, du Val d'Azun, du Pays toy et de la Vallée de Saint-Savin, et de la commune de Gèdre-Gavarnie.
Les deux exceptions sont Arbéost et Ferrières, qui appartiennent à la communauté de communes interdépartementale du Pays de Nay.

## Tourisme

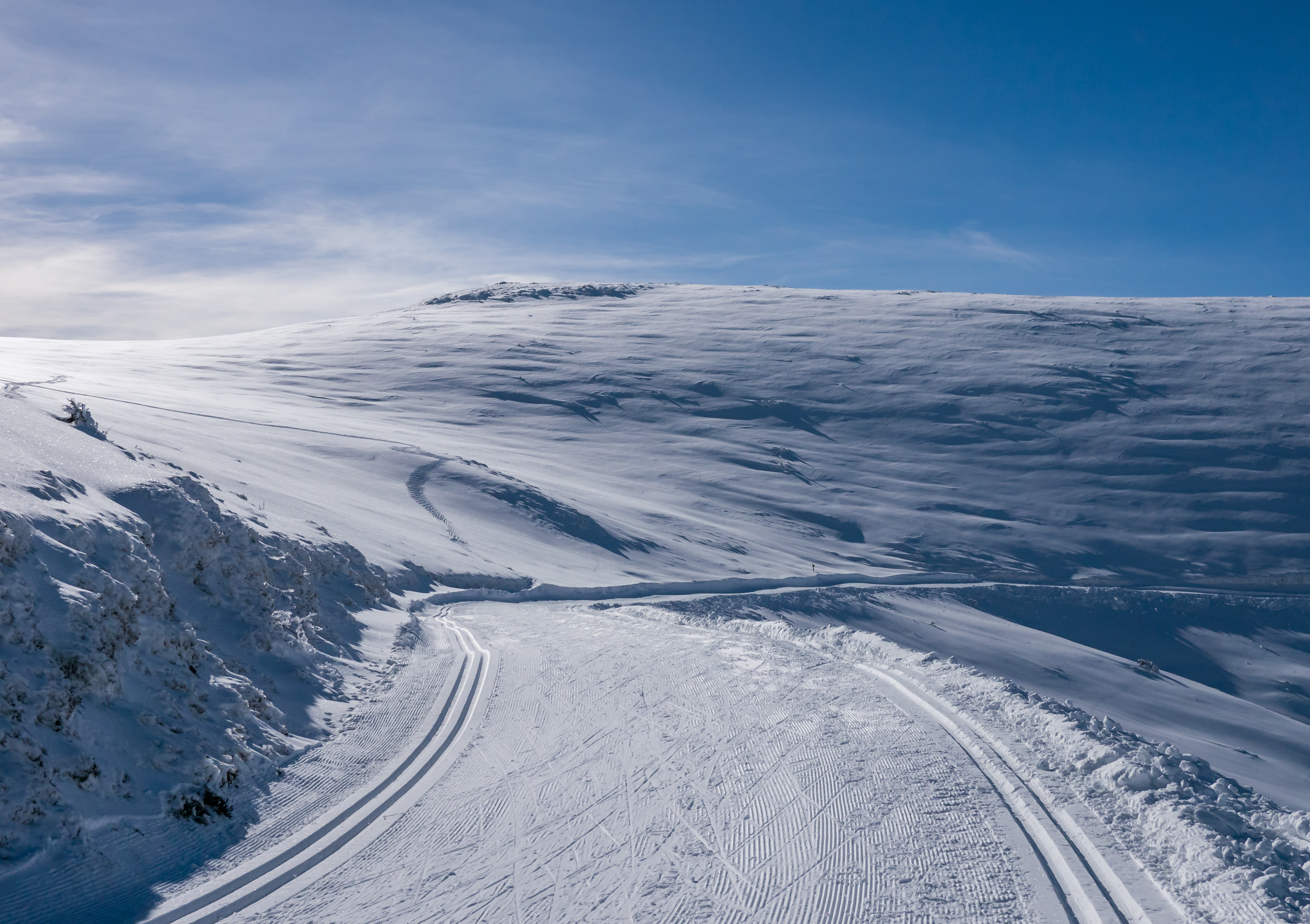
Piste de ski de fond de la station de Val d'Azun entre le col de Couraduque et le col de Bazès.

Les nombreux sentiers de randonnées balisés et notamment le GR10, le GR 101 et le sentier de grande randonnée de pays Tour du Val d'Azun accessibles à tous permettent de visiter la vallée.
Les pistes de ski de fond de la station de Val d'Azun parcourent les flancs nord du massif du Gabizos.

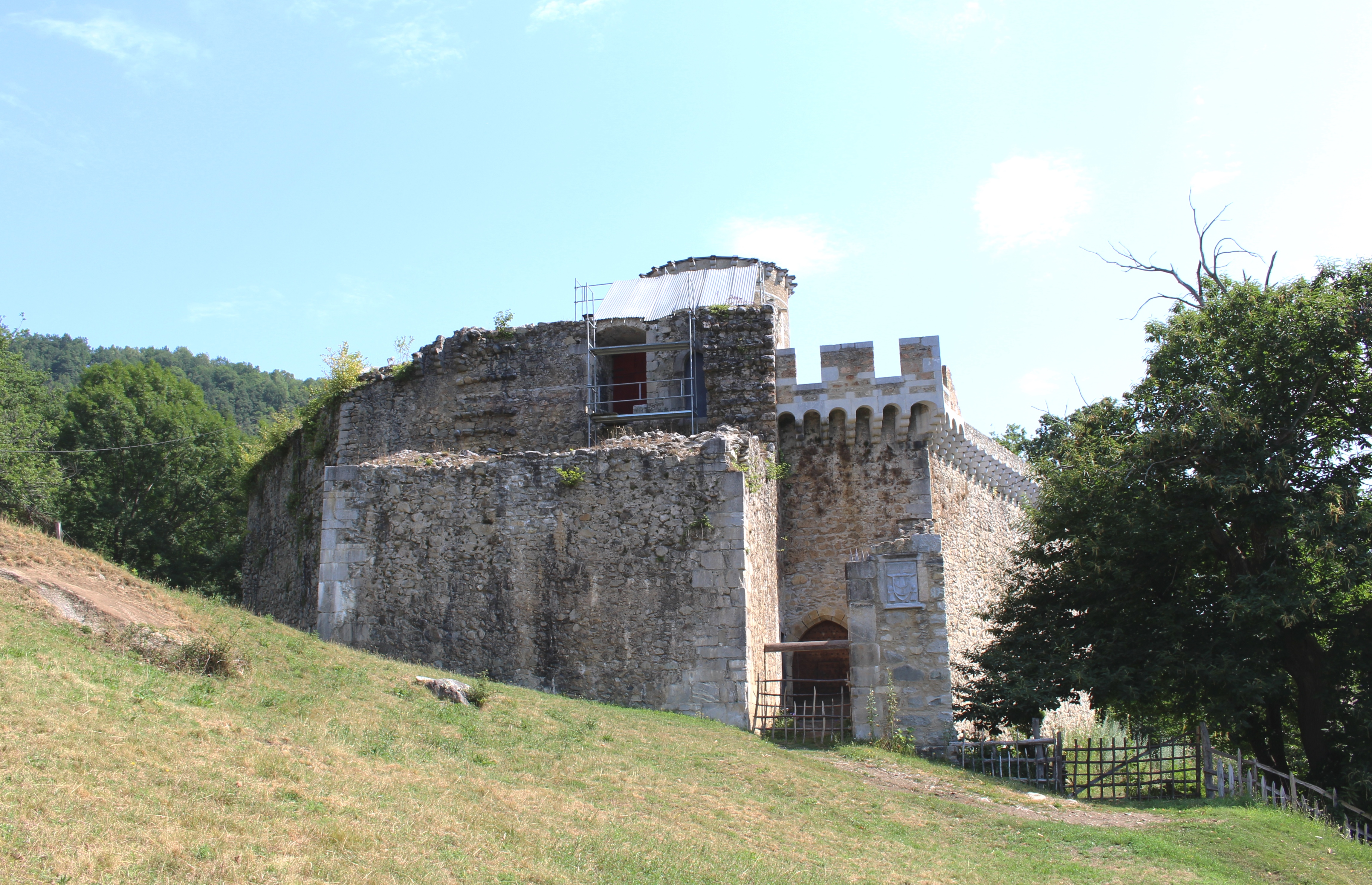
Le château d'Arras.
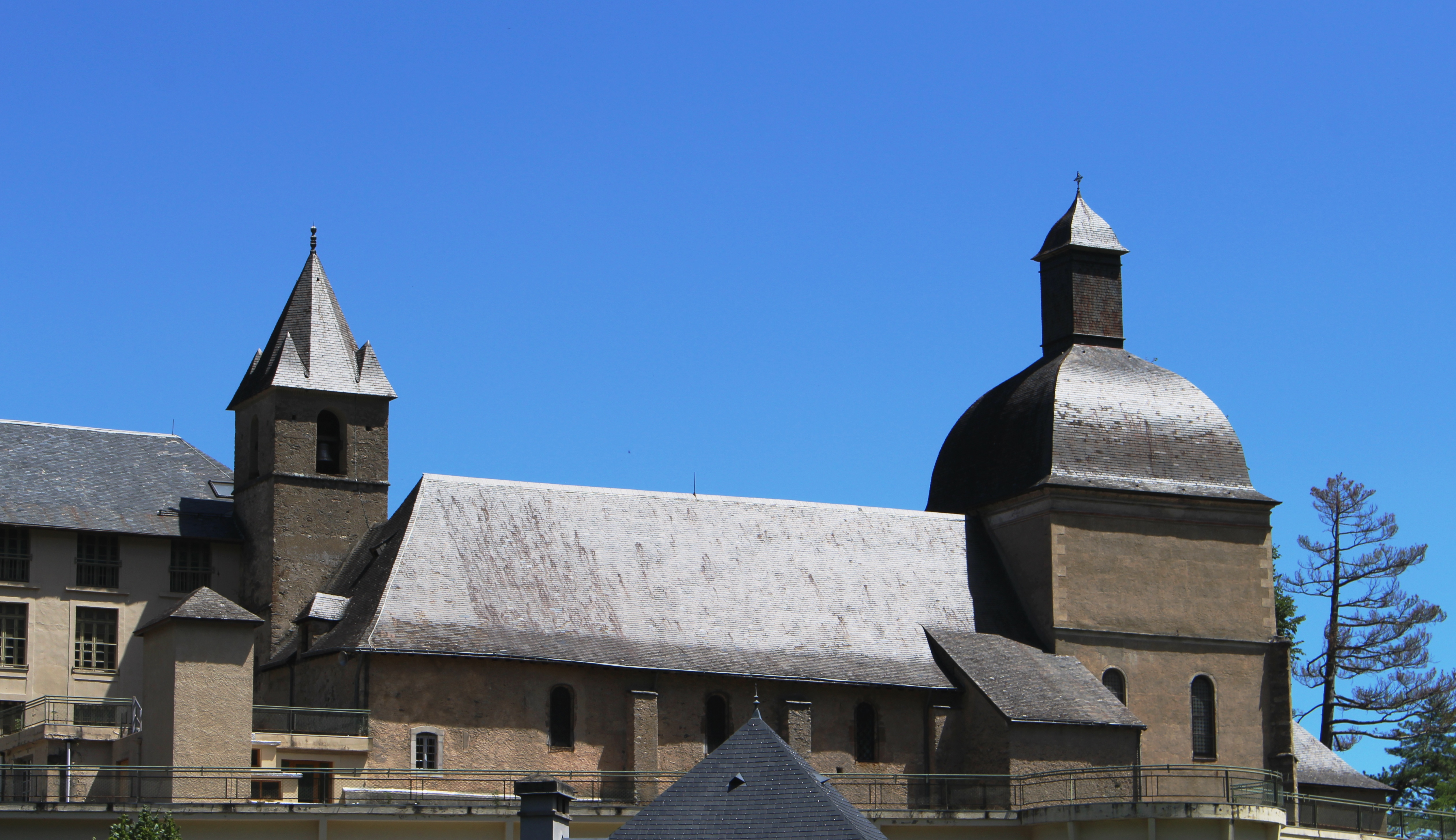
La chapelle d’Arrens.
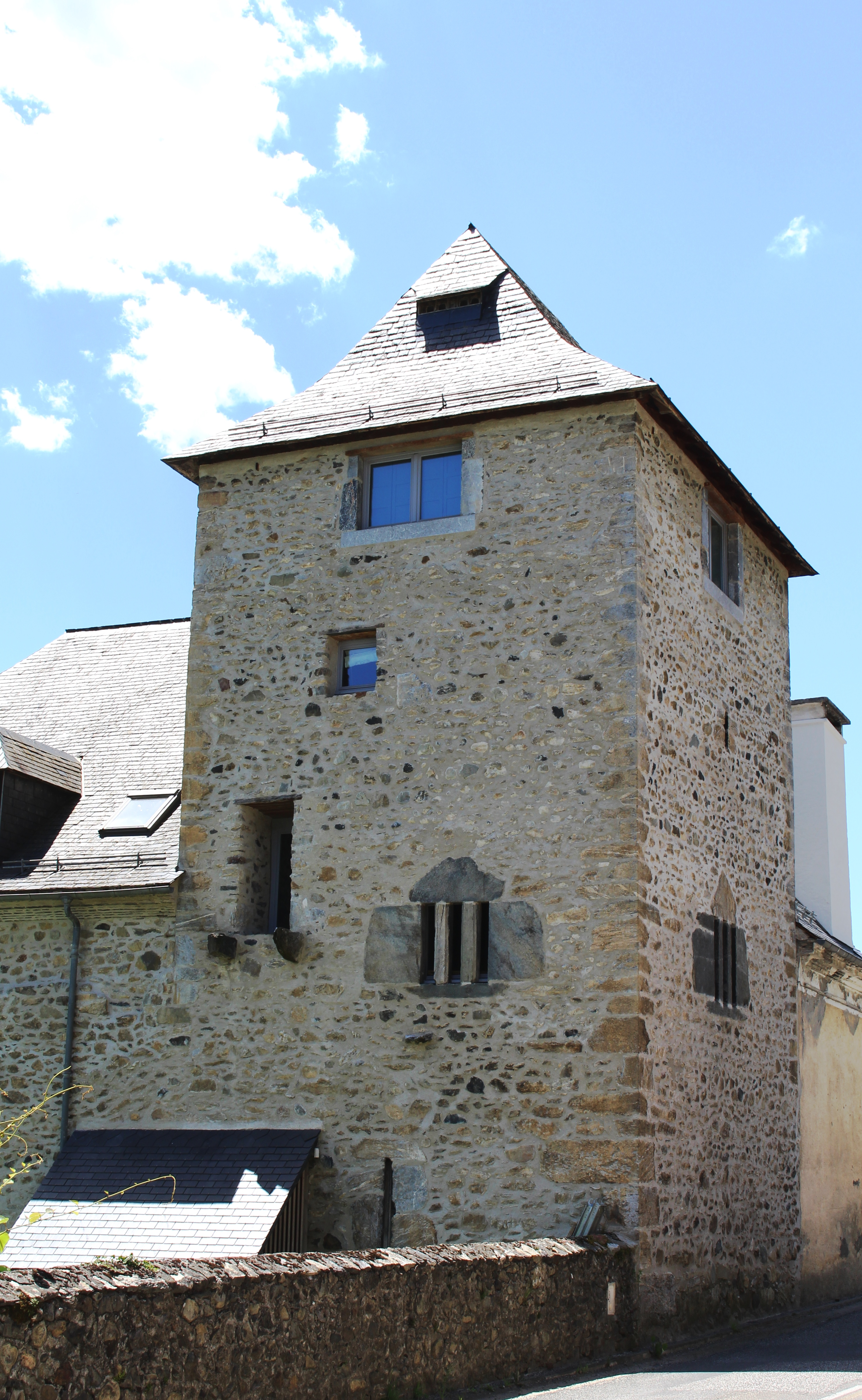
La tour d'Aucun.
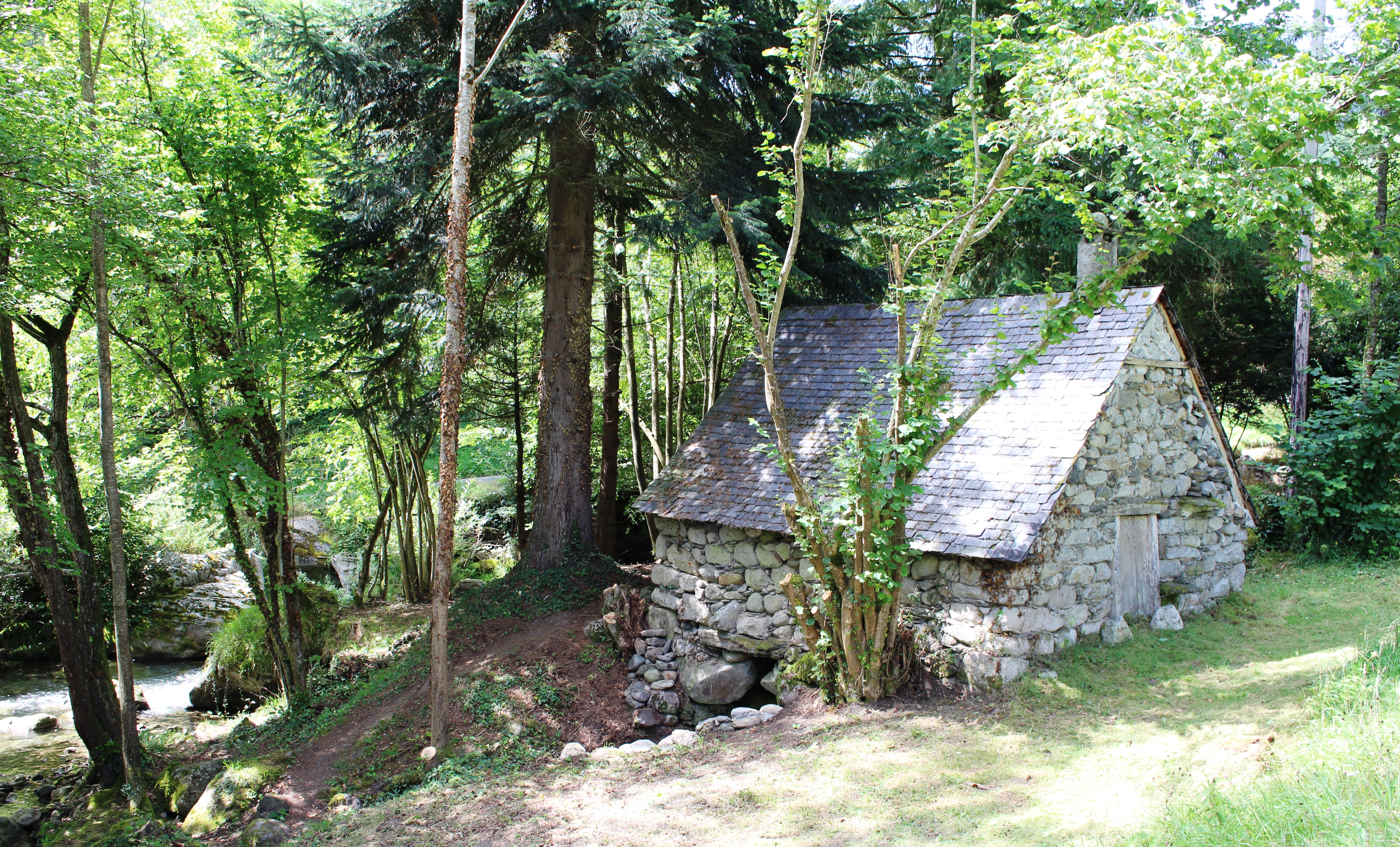
Le moulin de Bun.
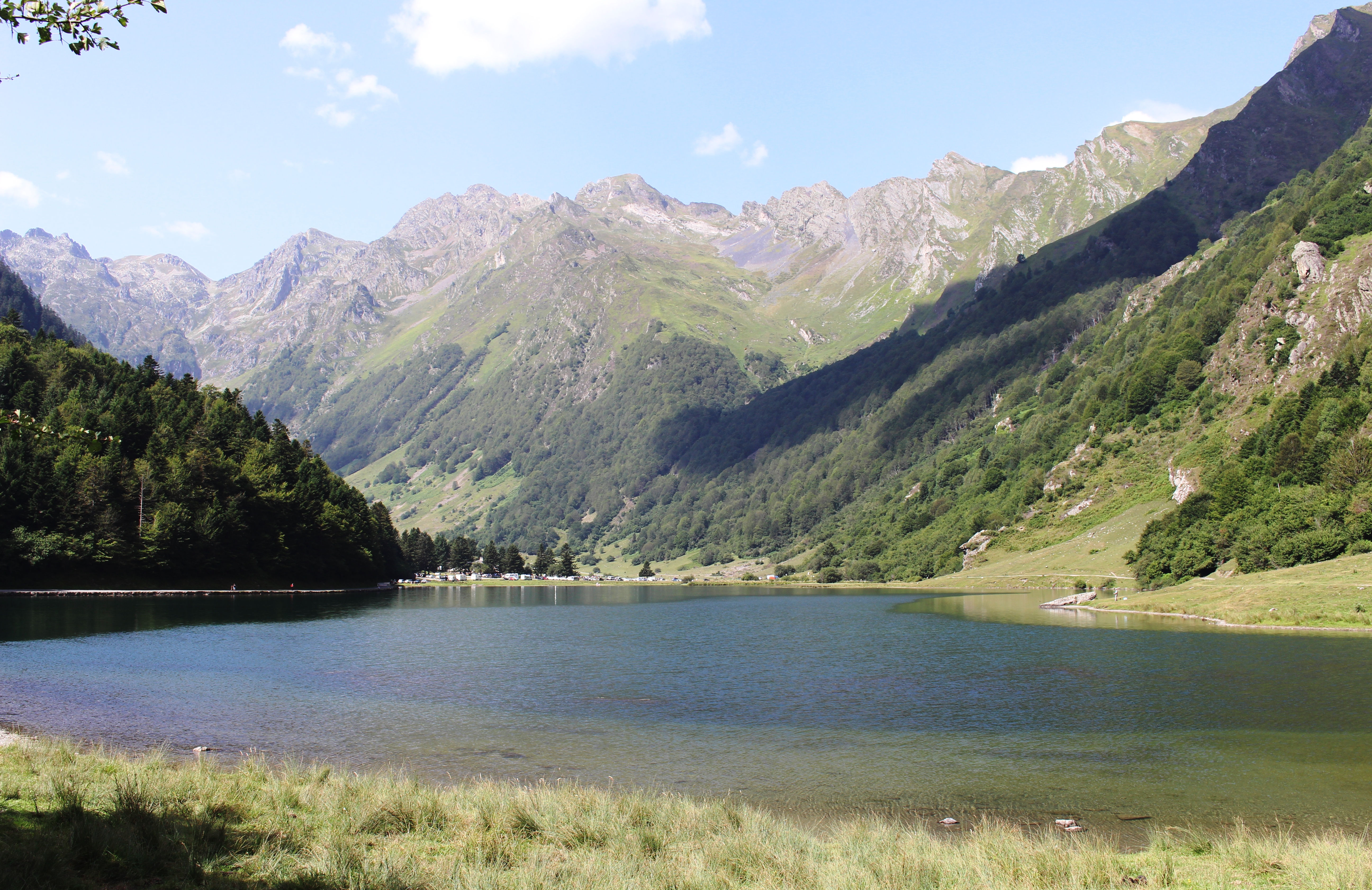
Le lac d'Estaing.
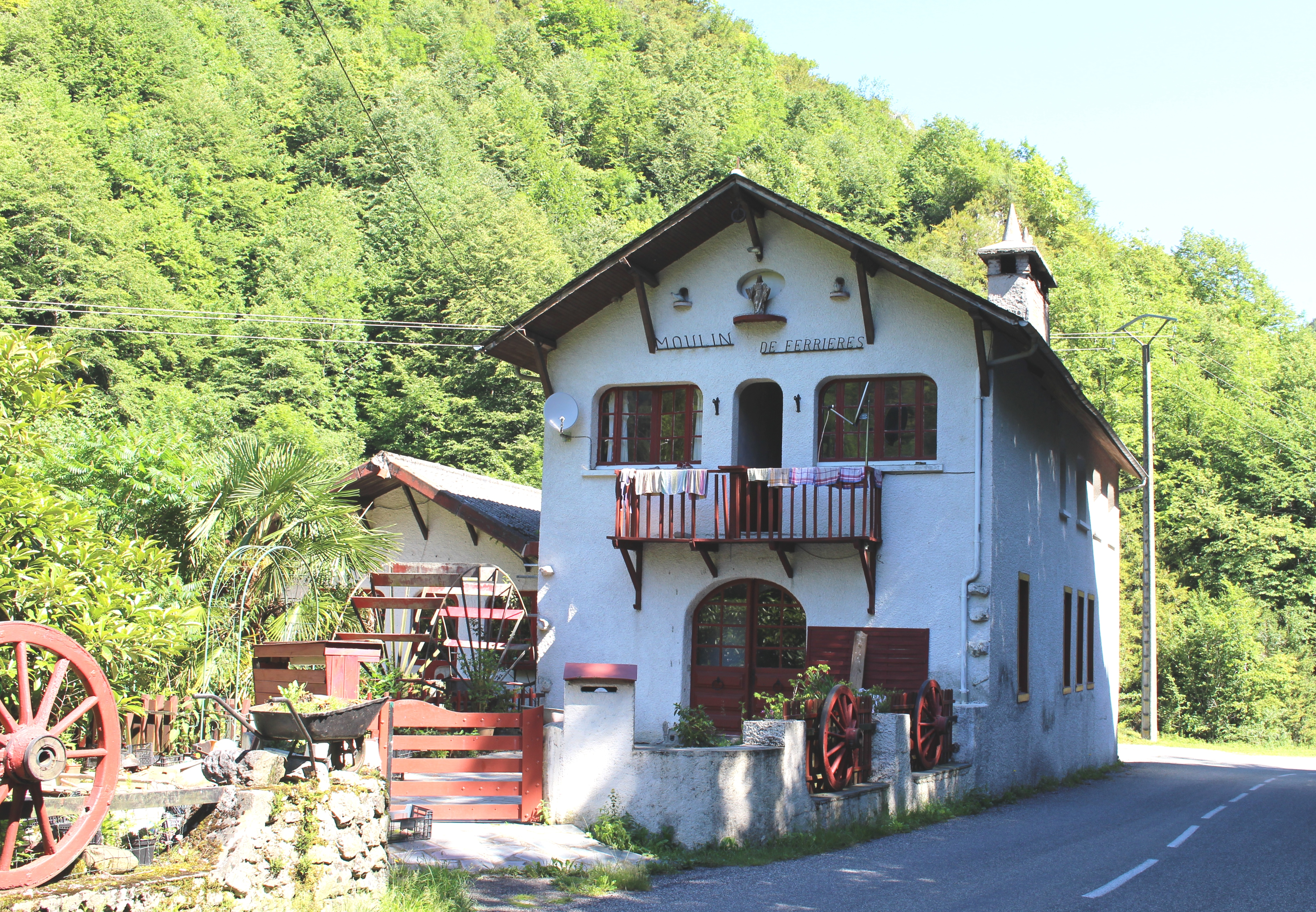
Le moulin de Ferrières.
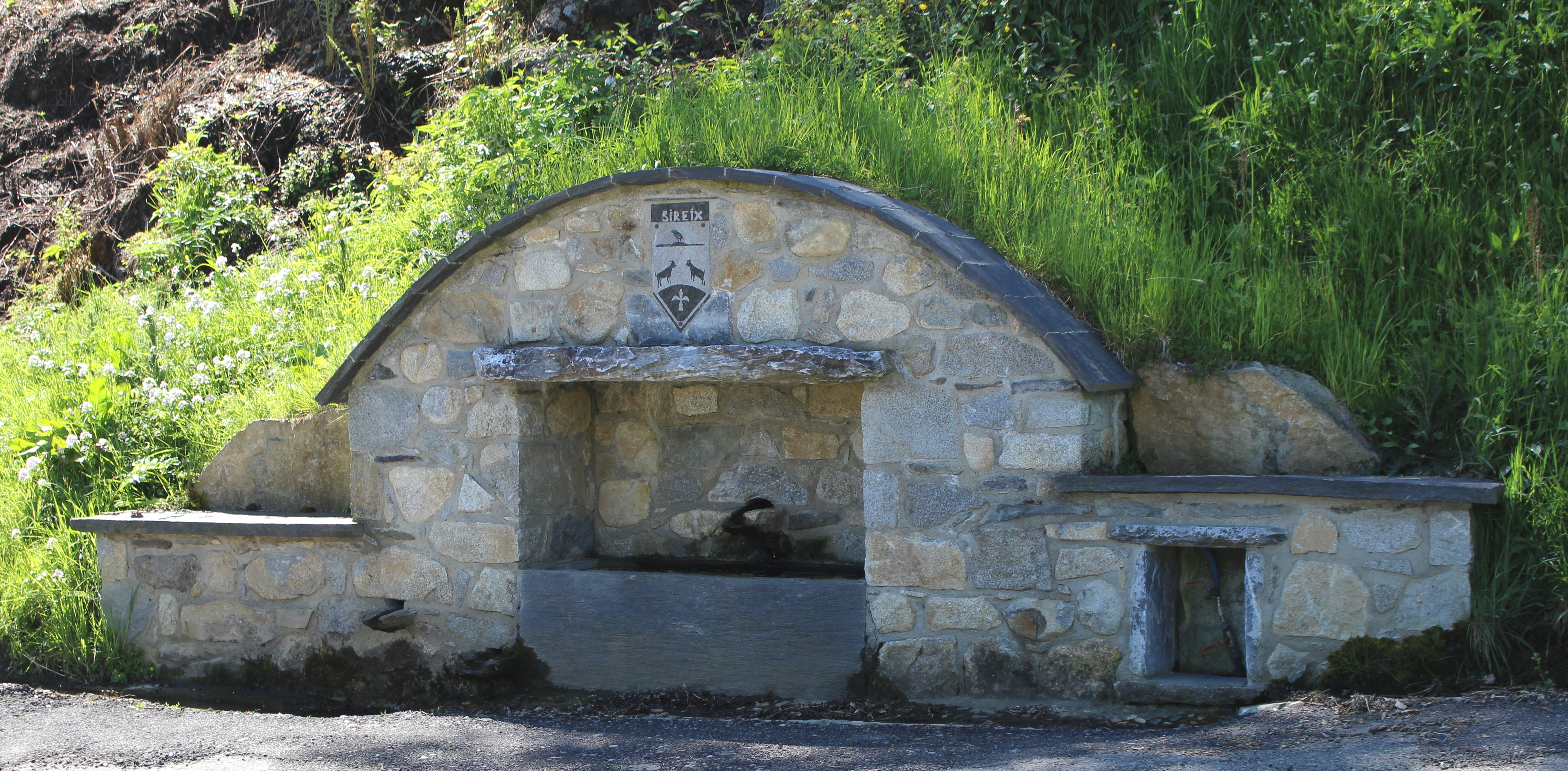
La fontaine de Sireix.

## Protection environnementale
La vallée fait partie d'une zone naturelle protégée, classée ZNIEFF de type 2.